# عزلة بلاد جنب (عمران)

تعديل مصدري - تعديل

عزلة بلاد جنب هي إحدى عزل مديرية السود في محافظة عمران اليمنية ويبلغ تعداد سكانها 2954 نسمة حسب التعداد السكاني في اليمن لعام 2004.

## روابط خارجية
- الجهاز المركزي للإحصاء بالجمهورية اليمنية
- المركز الوطني للمعلومات باليمن
- World Gazetteer:Yemen
- الدليل الشامل